# Lijst van voetbalinterlands Burkina Faso - Mali (vrouwen)
Deze lijst van voetbalinterlands is een overzicht van alle officiële voetbalinterlands tussen de nationale vrouwenteams van Burkina Faso en Mali. De landen hebben tot nu toe vijf keer tegen elkaar gespeeld.

## Wedstrijden
| № | Plaats      | Datum            | Competitie                          | Wedstrijd           | Uitslag |
| - | ----------- | ---------------- | ----------------------------------- | ------------------- | ------- |
| 1 | Ouagadougou | 9 september 2007 | Tournoi de Cinq Nations 2007        | Mali − Burkina Faso | 4 − 2   |
| 2 | Bamako      | 12 januari 2016  | Vriendschappelijk                   | Mali − Burkina Faso | 5 − 2   |
| 3 | Abidjan     | 11 mei 2019      | West-Afrikaans kampioenschap 2019   | Mali − Burkina Faso | 3 − 1   |
| 4 | Cotonou     | 12 juli 2023     | Olympische Spelen 2024 kwalificatie | Burkina Faso − Mali | 0 − 1   |
| 5 | Bamako      | 12 juli 2023     | Olympische Spelen 2024 kwalificatie | Mali − Burkina Faso | 2 − 2   |

## Samenvatting
| Competitie                     | Totaal gespeeld | Winst Burkina Faso | Gelijk | Winst Mali | Doelsaldo Burkina Faso – Mali |
| ------------------------------ | --------------- | ------------------ | ------ | ---------- | ----------------------------- |
| Olympische Spelen kwalificatie | 2               | 0                  | 1      | 1          | 2 − 3                         |
| West-Afrikaans kampioenschap   | 1               | 0                  | 0      | 1          | 1 − 3                         |
| Tournoi de Cinq Nations        | 1               | 0                  | 0      | 1          | 2 − 4                         |
| Vriendschappelijk              | 1               | 0                  | 0      | 1          | 2 − 5                         |
| Totaal                         | 5               | 0                  | 1      | 4          | 7 − 15                        |